# Lilla gölen, Småland
Lilla gölen är en sjö i Åtvidabergs kommun i Småland och ingår i Storåns huvudavrinningsområde.